# Amir ibn Abd al-Qays
Amir ibn Abd al-Qays ( en árabe: عامر بن عبد قيس‎   ) (m. ca. 661 – 680) fue un tabi`i de Basora que murió en la ciudad de Damasco, en donde se había hecho famoso dentro de la comunidad musulmana por sus discursos austeros y de gran elocuencia. Capaz de hacer milagros; muchos de los cuales fueron registrados; se dice que vivía en el desierto donde las fieras acudían mansamente a él. También fue conocido por su caridad hacia los huérfanos. Estos y otros aspectos de su vida son citados a menudo por los sufíes .
Durante el reinado del Califa Uthman (m. 656), se estandarizó el texto del Corán y envió un qari junto con cada copia del Corán a varias ciudades, para demostrar la lectura correcta a la gente. Amir ibn Abd al-Qays fue el responsable de llevar a cabo la orden del Califa en Basora.
Una traducción hebrea de su dicho, "palabras que salen del corazón, entran en el corazón" se ha citado comúnmente en los textos judíos desde Moisés ibn Ezra .